# Trigomphus ogumai
Trigomphus ogumai – gatunek ważki z rodziny gadziogłówkowatych (Gomphidae). Występuje w Japonii; miejsce typowe to Tukaguti w prefekturze Osaka na Honsiu.